# مایکل کریستوفر
مایکل کریستوفر (انگلیسی: Michael Cristofer؛ زادهٔ ۲۲ ژانویهٔ ۱۹۴۵) یک هنرپیشه، نمایشنامه‌نویس، و کارگردان اهل ایالات متحده آمریکا است.
وی همچنین در سال ۱۹۷۷ برنده جوایزی همچون جایزه پولیتزر برای نمایش‌نامه و جایزه تونی  شده‌است.

## آثار

### فیلم‌ها
| سال  | عنوان            | کارگردان | نویسنده |
| ---- | ---------------- | -------- | ------- |
| ۱۹۸۴ | عاشق شدن         | نه       | آری     |
| ۱۹۸۷ | جادوگران ایست‌ویک | نه       | آری     |
| ۱۹۹۰ | آتش غرور         | نه       | آری     |
| ۱۹۹۳ | آقای جونز        | نه       | آری     |
| ۱۹۹۷ | جدا شدن          | نه       | آری     |
| ۱۹۹۹ | عکس‌های بدن       | آری      | نه      |
| ۲۰۰۱ | گناه اصلی        | آری      | آری     |
| ۲۰۰۵ | کازانووا         | نه       | داستان  |
| ۲۰۱۶ | چاک              | نه       | آری     |
| ۲۰۲۰ | متصدی شیفت شب    | آری      | آری     |

### تلویزیون
| سال  | عنوان        | کارگردان | نویسنده | یادداشت‌ها    |
| ---- | ------------ | -------- | ------- | ------------ |
| ۱۹۸۰ | جعبه سیاه    | نه       | آری     | تله‌فیلم      |
| ۱۹۸۲ | کاندیدا      | آری      | نه      | تله‌فیلم      |
| ۱۹۹۸ | جیا          | آری      | آری     | تله‌فیلم      |
| ۲۰۰۹ | جورجیا اوکیف | نه       | آری     | تله‌فیلم      |
| ۲۰۰۹ | ایستویک      | نه       | آری     | قسمت آزمایشی |